# Anastassija Nowossad
Anastassija Jurijiwna Nowossad (ukrainisch Анастасія Юріївна Новосад; bei der FIS nach englischer Transkription Anastasiya Novosad; * 8. Mai 1993 in Riwne, Oblast Riwne) ist eine ukrainische Freestyle-Skierin. Sie ist auf die Disziplin Aerials (Springen) spezialisiert und gewann bei den Weltmeisterschaften 2023 zwei Bronzemedaillen.

## Biografie

### Jugend und Europacup
Anastassija Nowossad gab im Alter von 16 Jahren in Raubitschy ihr Europacup-Debüt und gehörte auf Anhieb zu den Besten. Wenige Tage später schaffte sie als Dritte im Heimspringen in Bukowel ihren ersten Podestplatz. Bei ihren ersten Juniorenweltmeisterschaften 2012 in Chiesa in Valmalenco wurde sie Siebente, ein Jahr danach gewann sie am selben Ort sowohl ihren ersten Europacup als auch die JWM-Silbermedaille. Die Europacup-Disziplinenwertung schloss sie als Dritte erstmals im absoluten Spitzenfeld ab. Im Dezember 2013 gelang ihr in Ruka ein weiterer Europacupsieg. In den folgenden Jahren bestritt sie eine Mischung aus Weltcup- und Europacup-Springen, konnte auf europäischer Ebene aber nicht mehr an ihre frühen Erfolge anknüpfen. Das änderte sich nach ihrem Comeback in der Saison 2019/20, als sie zunächst in Ruka Dritte wurde, ehe sie in Bukowel ihren dritten Sieg feiern konnte.

### Weltcup und Großereignisse
Nowossad feierte am 15. Januar 2012 als Zwölfte am Mont Gabriel ihren Einstand im Freestyle-Skiing-Weltcup. Nachdem sie sich konstant unter den besten 20 klassiert hatte, nahm sie 2014 an den Olympischen Spielen von Sotschi teil und belegte dort Rang 16. Im folgenden Winter wurde sie bei ihren ersten Weltmeisterschaften am Kreischberg Zehnte. Erste Weltcup-Spitzenplatzierungen gelangen ihr als Fünfte und Sechste bei den anschließenden Wettkämpfen in Lake Placid. Danach konnte sie sich nur selten für das Finale der besten Springerinnen qualifizieren. Bei den Weltmeisterschaften in der Sierra Nevada belegte sie Rang 13. Die Winter 2017/18 und 2018/19 verpasste sie aufgrund einer Schwangerschaft und anschließender Babypause.
Bei ihrer Rückkehr in den Weltcup fand sich Nowossad ergebnismäßig dort wieder, wo sie aufgehört hatte. Im Rahmen ihrer dritten Weltmeisterschaften 2021 in Almaty belegte sie mit der ukrainischen Mixed-Mannschaft Rang fünf, im Einzel wurde sie Zwölfte. Erstmals in ihrer Karriere gelang ihr 2021/22 eine deutliche Leistungssteigerung. Zu Saisonbeginn belegte sie in Ruka mit der Mannschaft zweimal Rang drei und feierte obendrein ihren ersten Weltcupsieg im Einzel. In der Disziplinenwertung erreichte sie als Fünfte ein klares Karrierehoch. Aufgrund positiver Corona-Tests konnte sie bei den Olympischen Winterspielen von Peking weder im Einzel noch im Mixed an den Start gehen. Nach zwei dritten Rängen in Le Relais reiste sie im Februar 2023 als Mitfavoritin zu den Weltmeisterschaften in Bakuriani. Dort gewann sie gemeinsam mit Dmytro Kotowskyj und Oleksandr Okipnjuk Bronze im Mannschaftswettbewerb. Im Einzel sicherte sie sich hinter Kong Fanyu und Danielle Scott eine weitere Bronzemedaille und sorgte damit für den größten Erfolg ihrer Karriere.

## Erfolge

### Olympische Spiele
- Sotschi 2014: 16. Aerials

### Weltmeisterschaften
- Kreischberg 2015: 10. Aerials
- Sierra Nevada 2017: 13. Aerials
- Almaty 2021: 5. Aerials Mixed, 12. Aerials
- Bakuriani 2023: 3. Aerials, 3. Aerials Mixed

### Weltcupwertungen
| Saison  | Gesamt | Gesamt | Aerials | Aerials |
| Saison  | Platz  | Punkte | Platz   | Punkte  |
| ------- | ------ | ------ | ------- | ------- |
| 2011/12 | 105.   | 5      | 20.     | 52      |
| 2012/13 | 71.    | 18     | 14.     | 124     |
| 2013/14 | 103.   | 12     | 21.     | 61      |
| 2014/15 | 52.    | 19     | 15.     | 133     |
| 2015/16 | 107.   | 7,5    | 24.     | 45      |
| 2016/17 | 118.   | 8,57   | 24.     | 60      |
| 2019/20 | 99.    | 13,14  | 22.     | 92      |
| 2020/21 | –      | –      | 28.     | 63      |
| 2021/22 | –      | –      | 5.      | 229     |
| 2022/23 | –      | –      |         |         |

### Weltcupsiege
Nowossad errang im Weltcup 3 Podestplätze, davon 1 Sieg:
| Datum             | Ort  | Land     | Disziplin |
| ----------------- | ---- | -------- | --------- |
| 10. Dezember 2021 | Ruka | Finnland | Aerials   |

### Europacup
- Saison 2009/10: 5. Aerials-Wertung
- Saison 2010/11: 3. Aerials-Wertung
- Saison 2012/13: 4. Aerials-Wertung
- Saison 2013/14: 10. Aerials-Wertung
- Saison 2019/20: 9. Aerials-Wertung
- Saison 2020/21: 9. Aerials-Wertung
- Saison 2021/22: 5. Aerials-Wertung
- 10 Podestplätze, davon 3 Siege:

| Datum            | Ort                  | Land     | Disziplin |
| ---------------- | -------------------- | -------- | --------- |
| 23. März 2013    | Chiesa in Valmalenco | Italien  | Aerials   |
| 6. Dezember 2013 | Ruka                 | Finnland | Aerials   |
| 14. Februar 2020 | Bukowel              | Ukraine  | Aerials   |

### Juniorenweltmeisterschaften
- Chiesa in Valmalenco 2012: 7. Aerials
- Chiesa in Valmalenco 2013: 2. Aerials